# João Bandeira
João Bandeira (Limoeiro do Norte) é um sanfoneiro, cantor e compositor brasileiro.

## Informações gerais
Sua carreira foi inspirada em Luiz Gonzaga, Trio Nordestino e Jackson do Pandeiro. Em 2006 gravou um DVD em Limoeiro do Norte e tem vários álbuns gravados. Seu grupo é formado por João Bandeira Junior e a banda Calcinha de Renda. Seu filho, Durante boa parte de sua trajetória, teve ao seu lado o filho, João Bandeira Júnior, que integrava o grupo João Bandeira e Calcinha de Renda. Atualmente, João Bandeira Júnior segue carreira independente como sanfoneiro do ex-parceiro de dupla de seu pai, Zé Cantor.